# Statilia spanis
Statilia spanis är en bönsyrseart som beskrevs av Wang 1993. Statilia spanis ingår i släktet Statilia och familjen Mantidae. Inga underarter finns listade i Catalogue of Life.